# Osibisa
Osibisa es una banda formada en Londres en 1969 por cuatro africanos y tres caribeños, que alcanzó su mayor popularidad a principios de los años 70. Fue uno de los primeros grupos africanos conocidos mundialmente.

## Historia
Los miembros fundadores fueron los ghaneses Teddy Osei (saxofón), Sol Amarfio (batería)) y Mac Tontoh (trompeta), el granadino Spartacus R. (bajo), el trinitense Robert Bailey (teclados), el antiguano Wendell Richardson (guitarra eléctrica) y el nigeriano Lasisi Amao (percusión y saxofón tenor).
Otros ghaneses han sido partes del grupo, como Darko Adams Potato (fallecido en 1995) y Kiki Djan (fallecido en 2004).
Osibisa se describen como los padrinos de las músicas del mundo, y reclaman haber allanado el terreno para la llegada de otros músicos, como Bob Marley, al estrellato, a mediados de los 70. Su música es una mezcla de folclore africano y caribeño, jazz latino y rhythm and blues.
Buena parte del material de Osibisa es muy bailable. Se les podría comparar con los estadounidenses Earth, Wind & Fire, pues ambos hacen música altamente sofisticada con ritmos afrocaribeños y sección de vientos, y ambos grupos han sido criticados como insípida música disco por algunos temas de mayor orientación comercial.
El nombre de Osibisa (que pronuncian "osíbisa") significa, según sus miembros, "cruce de ritmos que estallan de alegría" ("criss-cross rhythms with explode with happiness"): puede oírse esta presentación en el primer corte de su primer disco (la pieza The Dawn del álbum Osibisa). Ellos mismo clasificaron su música como "afro rock". La banda ha tenido muchos cambios de formación, siendo únicamente sus tres miembros fundadores ghaneses, Amarfio, Tontoh y Osei, los que han permanecido en la banda durante parte importante de su carrera. Originalmente se decantaban por las canciones instrumentales, intercaladas con cantos tribales, todo esto acompañado por una sección de viento y una agresiva línea de bajo. Su estilo influenció a toda una generación de músicos africanos.

## Músicos
- Saxofón — Teddy Osei
- Trompeta — Colin Graham
- Percusión, Congas — Kofi Ayivor
- Batería — Sol Amarfio
- Teclados — Bessa Simons, Kwame Yeboah, Chris Jerome
- Guitarras — Kari Bannerman, Gregg Kofi Brown
- Bajo — Victor Mansah, Gregg Kofi Brown

## Discografía

### Álbumes
- 1971 - Osibisa - (Billboard Hot 200 # 55)
- 1971 - Woyaya - (Billboard # 66)
- 1972 - Heads - (Billboard # 125)
- 1973 - Best of Osibisa
- 197X - Uhuru
- 197X - The Warrior
- 1974 - Superfly TNT (Billboard # 159)
- 1973 - Happy Children
- 1974 - Osibirock (Billboard # 175)
- 1975 - Welcome Home (Billboard # 200)
- 1976 - Ojah Awake
- 1977 - Black Magic Night: Live at the Royal Festival Hall
- 198X - Africa We Go Go
- 198X - Ayiko Bia
- 1980 - Mystic Energy
- 1981 - African Flight
- 1983 - Unleashed
- 1984 - Live at the Marquee 1983
- 1989 - Jambo
- 1989 - Movements
- 1992 - Criss Cross Rhythms
- 1992 - Warrior
- 1994 - Celebration: The Best of Osibisa
- 1994 - The Very Best of Osibisa
- 1995 - Unleashed
- 1995 - African Flight
- 1997 - Monsore
- 1997 - Hot Flashback Volume 1
- 1997 - The Best of Osibisa
- 1997 - The Best of Osibisa (2 CD)
- 1998 - Ultimate
- 1998 - Live At Croperdy
- 2001 - Aka Kakra (Acoustic Live)
- 2002 - Millennium Collection
- 2003 - African Dawn, African Flight
- 2004 - Wango Wango
- 2005 - Blue Black Night (Live) (2 CD)

### Sencillos
- "Music for Gong Gong"
- "Sunshine Day"
- "Dance the Body Music"
- "Coffee Song"
- "Fire"
- "Ojah Awake"

### DVD
- Osibisa - Live (DVD Plus) — lanzado en 2003, (grabado en 1983)
- The Warrior — (grabado en 1990)

### Libros
- Charles Aniagolu: Osibisa - Living In The State Of Happy Vibes And Criss Cross Rhythms. Victoria (CDN): Trafford Publishing, 2004, ISBN 1-4120-2106-5.
- Brigitte Tast, Hans-Jürgen Tast „be bop - Die Wilhelmshöhe rockt. Disco und Konzerte in der Hölle" Verlag Gebrüder Gerstenberg GmbH & Co. KG, Hildesheim, ISBN 978-3-8067-8589-0.